# NU'EST
NU'EST (hangul: 뉴이스트) är ett sydkoreanskt pojkband bildat 2012 av Pledis Entertainment.
Gruppen består av de fem medlemmarna Aron, JR, Baekho, Minhyun och Ren.

## Medlemmar
| Artistnamn   | Artistnamn | Födelsenamn    | Födelsenamn | Födelsedatum    |
| Romanisering | Hangul     | Romanisering   | Hangul      | Födelsedatum    |
| ------------ | ---------- | -------------- | ----------- | --------------- |
| Aron         | 아론       | Kwak Young-min | 곽영민      | 21 maj 1993     |
| JR           | 제이알     | Kim Jong-hyun  | 김종현      | 8 juni 1995     |
| Baekho       | 백호       | Kang Dong-ho   | 강동호      | 21 juli 1995    |
| Minhyun      | 민현       | Hwang Min-hyun | 황민현      | 9 augusti 1995  |
| Ren          | 렌         | Choi Min-ki    | 최민기      | 3 november 1995 |

## Diskografi

### Album
| Albuminformation                                          | Topplacering          | Topplacering   |
| Albuminformation                                          | Sydkorea (Gaon Chart) | Japan (Oricon) |
| Koreanska                                                 | Koreanska             | Koreanska      |
| --------------------------------------------------------- | --------------------- | -------------- |
| Action (EP-skiva) - Släppt: 11 juli 2012                  | 4                     | 153            |
| Hello (EP-skiva) - Släppt: 13 februari 2013               | 3                     | 141            |
| Sleep Talking (EP-skiva) - Släppt: 22 augusti 2013        | 8                     | 137            |
| Re:Birth (Studioalbum) - Släppt: 9 juli 2014              | 5                     | —              |
| Q Is. (EP-skiva) - Släppt: 17 februari 2016               | 5                     | —              |
| Canvas (EP-skiva) - Släppt: 29 augusti 2016               | 3                     | —              |
| W, Here (EP-skiva) - Släppt: 10 oktober 2017              | 1                     | —              |
| Who, You (EP-skiva) - Släppt: 25 juni 2018                | 1                     | —              |
| Japanska                                                  |                       |                |
| Bridge the World (Studioalbum) - Släppt: 18 november 2015 | —                     | 7              |

### Singlar
| År        | Titel                                                         | Topplacering          | Topplacering   |
| År        | Titel                                                         | Sydkorea (Gaon Chart) | Japan (Oricon) |
| Koreanska | Koreanska                                                     | Koreanska             | Koreanska      |
| --------- | ------------------------------------------------------------- | --------------------- | -------------- |
| 2012      | "FACE"                                                        | 62                    | —              |
| 2012      | "Action"                                                      | 77                    | —              |
| 2012      | "Dashing Through the Snow in High Heels" (med Orange Caramel) | 25                    | —              |
| 2013      | "Hello"                                                       | 51                    | —              |
| 2013      | "Sleep Talking"                                               | 92                    | —              |
| 2014      | "Good Bye Bye"                                                | 161                   | —              |
| 2015      | "I'm Bad"                                                     | 220                   | —              |
| 2016      | "Overcome"                                                    | —                     | —              |
| 2016      | "Love Paint (Every Afternoon)"                                | 71                    | —              |
| 2016      | "Daybreak"                                                    | 91                    | —              |
| 2017      | "If You"                                                      | 2                     | —              |
| 2017      | "Where You At"                                                | 1                     | —              |
| 2018      | "Dejavu"                                                      | 5                     | —              |
| Japanska  |                                                               |                       |                |
| 2014      | "Shalala Ring"                                                | —                     | 16             |
| 2015      | "Na.Na.Na.Namida"                                             | —                     | 7              |
| 2015      | "Bridge the World"                                            | —                     | —              |